# Goran Šprem
Goran Šprem, född 6 juli 1979 i Dubrovnik, Kroatien, SFR Jugoslavien, är en kroatisk tidigare handbollsspelare (vänstersexa).
Šprem spelade 109 landskamper och gjorde 277 mål för Kroatiens landslag.
Han ingick i det kroatiska lag som tog OS-guld 2004 i Aten.

## Klubbar
- RK Zagreb (–2001)
- RK Medveščak (2001–2002)
- RK Zagreb (2002–2004)
- SG Flensburg-Handewitt (2004–2005)
- TuS Nettelstedt-Lübbecke (2005)
- SG Flensburg-Handewitt (2005–2006)
- MT Melsungen (2006)
- HSG Nordhorn (2006–2009)
- RK Zagreb (2009–2011)
- VfL Gummersbach (2011–2013)